# 野外支援車

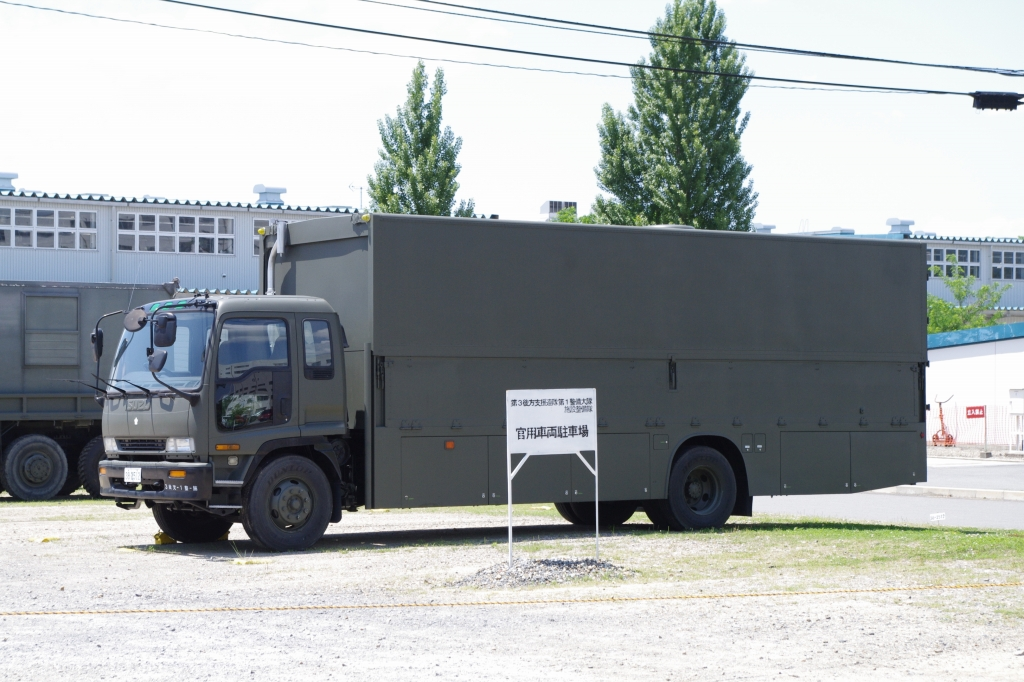
野外支援車

野外支援車（やがいしえんしゃ）は、陸上自衛隊の装備する車両である。通称「トイレカー」。

## 概要
4tトラックの荷台を改造したものがほとんどである。小用便器と大用便器が別々に設置されている。1両で1億4800万円。
戦闘時よりも災害派遣などで重宝される装備。稀に駐屯地開放イベントなどで展開される。
警察にはベンツをベースにした「トイレカー」があるが、自衛隊のものよりもかなり小型。
なお、この装備は主な導入経緯としては、阪神・淡路大震災における簡易トイレの絶対数が足りなかった教訓や、部隊における演習場内での訓練中に排泄される糞尿による土壌汚染が深刻となっている内地部隊が主に導入している。
その他、近年の地震など天災の大規模災害等による災害派遣にも使われている装備であるが、北海道の広大な演習場で使用するには導入する台数を確保しなければならないなどの問題で北海道の部隊ではこの車両はあまり活用されない。

## 処理方法
従来は電磁波を利用して汚物を加熱処理する方式が採用され、加熱処理したものは灰となるためそれを廃棄していた。後に導入された物はラップ内に凝固剤と共に封入して、普通ゴミとしてゴミ処理場で焼却する方式に変更された。

## 装備部隊
主に方面隊、師団などの需品科に配備される（普通科であれば旅団等乙・丙連隊の本部管理中隊補給小隊）。もっぱら師団司令部付隊管理小隊や後方支援連隊補給隊などごく一部の部隊で災害派遣用にしか保有されていない。
- 第3後方支援連隊第1整備大隊施設整備隊「3後支-1整-施」
- 第14後方支援隊本部付隊「14後支-本」

## 製作
- 車両
  - いすゞ自動車
  - 三菱ふそうトラック・バス
  - 日産ディーゼル（当時、現「UDトラックス」）
  - 日野自動車